# Astra Honda Motor
PT. Astra Honda Motor ist ein Motorradhersteller mit Sitz in der indonesischen Hauptstadt Jakarta. Es ist ein Joint Venture zwischen Honda und Astra International (mit einer Beteiligung von jeweils 50 %).

## Geschichte
Im Jahr 1971 begann das Unternehmen PT. Federal Motor mit der Montage von Honda-Motorrädern. Gleichzeitig übernahm es die Alleinvertretung.
Im Jahr 2000 wurde zwischen Honda und Astra International das Joint Venture Astra Honda Motor vereinbart, das im Januar 2001 seinen Betrieb aufnahm. Einer anderen Quelle zufolge war das neue Unternehmen eine Fusion zwischen PT. Federal Motor und PT. Honda Federal.
Bis 2003 wurden zehn Millionen Honda-Motorräder in Indonesien hergestellt.
In den Jahren 2004 und 2005 errichtete Honda ein drittes Werk in Bekasi. Im März 2015 eröffnete das Unternehmen ein viertes Werk in Karawang. Mit der damit erreichten Produktionskapazität von 5,3 Millionen. Motorrädern ist Astra Honda Motor der größte Hersteller von Honda-Motorrädern weltweit.
Anfang 2015 waren rund 22.400 Mitarbeiter bei AHM beschäftigt.
Honda verfügt über einen sehr großen Marktanteil in Indonesien, der sich beispielsweise im ersten Halbjahr 2016 auf 73 % belief. Der indonesische Markt für Motorräder gehört mit mehr als 7 Millionen Einheiten zu den größten in Südostasien.